# Larry Kaufman
Lawrence Kaufman é um Grande Mestre de Xadrez estadunidense, escritor sobre enxadrismo e ex-campeão do Campeonato de Xadrez Senior dos EUA, dividido retroativamente com Mihai Suba. Kaufman é também pesquisador de programas de xadrez, tendo ajudado a escrever o livro de abertura do pioneiro programa Mac Hack, co-desenvolveu o Socrates II e editou o jornal Computer Chess Reports, além de ter trabalhado em muitos outros motores de xadrez comerciais. Ele tambem é um dos mais fortes jogadores de Shogi do ocidente, tendo aprendido o jogo pelo método tradicional de estudo da teoria e é considerado um dos líderes nesta área.

## Publicações
- Kaufman, Larry (1999). The Evaluation of Material Imbalances. Chess Life. [S.l.: s.n.] Consultado em 21 de dezembro de 2009. Arquivado do original em 29 de junho de 2006